# علي آباد (بيرم)
علي آباد (بالفارسية: علی‌آباد) (بالإنجليزية: Aliabad)‏، قرية في ناحية بيرم (بالفارسية: بخش بيرم)، قسم بلاده الريفي، مقاطعة لارستان، محافظة فارس، إيران. يبلغ عدد سكانها حسب إحصاء عام 2006 ميلادية 101 نسمة في 23 عائلة.